# Mangote, Bhadravati
Mangote là một làng thuộc tehsil Bhadravati, huyện Shimoga, bang Karnataka, Ấn Độ.